# Noa Lang
Noa Noëll Lang (Capelle aan den IJssel, 17 de junho de 1999) é um futebolista neerlandês que atua como ponta-esquerda. Atualmente, atua pelo Napoli.

## Carreira

### Club Brugge
Em 5 de outubro de 2020, o Ajax e o Club Brugge chegaram a um acordo de transferência para Lang se mudar para Bruges com um empréstimo inicial com a obrigação de tornar a assinatura permanente até 1º de julho de 2021. Três semanas depois, ele marcou seu primeiro gol pelo clube na cobrança de pênalti em uma derrota contra o OH Leuven. Lang marcou na vitória do Club Brugge por 3-0 sobre o Zenit Saint Petersburg no penúltimo jogo da fase de grupos da UEFA Champions League, a 2 de dezembro, para manter vivas as esperanças do Club Brugge de se qualificar para a eliminatória. No entanto, o Club Brugge só conseguiu empatar em 2–2 na partida final contra a Lazio e caiu de pára-quedas na Liga Europa pelas oitavas de final.
Em 28 de janeiro de 2021, em sua primeira aparição em um clássico de Bruges contra o Cercle, Lang marcou o gol da vitória quando o Club Brugge voltou de 1–0 para vencer por 1–2.
Em 20 de maio, Lang marcou e o Brugge empatou em 3–3 com o rival Anderlecht, conquistando o título da Primeira Divisão da Bélgica pela quarta vez em seis anos e pela 17ª vez no geral. Lang esteve envolvido em 28 contribuições de gols durante sua primeira campanha no Club Brugge, marcando 17 gols e adicionando mais 11 assistências.
Em 17 de julho de 2021, Lang marcou na vitória do Club Brugge por 8 a 0 sobre o Genk na Supercopa da Bélgica.
Nascido na Holanda, Lang é descendente de surinameses de pai biológico. Ele é um jogador internacional juvenil da Holanda. Lang se considera holandês, surinamês e marroquino, mas não pode representar este último internacionalmente por não ter cidadania marroquina.

### Napoli
Em 17 de julho de 2025, o Napoli anunciou, a contratação de Noa Lang. O holandês assinou um contrato de cinco temporadas e permanece no clube italiano até junho de 2030. O clube napolitano pagou cerca de R$ 181 milhões ao PSV para fechar a contratação de Noa Lang, de acordo com o jornalista Fabrizio Romano.

## Vida pessoal
Nasceu na Holanda. Ele foi criado por seu padrasto, o jogador de futebol internacional marroquino Nourdin Boukhari.

### Controvérsia
Em maio de 2021, um vídeo circulou online mostrando Lang juntando-se aos apoiadores do Club Brugge cantando uma canção antissemita dirigida aos fãs do rival Anderlecht, que são vistos como historicamente ligados à comunidade judaica. Ele foi investigado pela Real Federação Belga de Futebol e recebeu mais críticas depois de ignorar pedidos de desculpas.

## Estatísticas
Atualizados até dia 21 de janeiro de 2023.
| Clube             | Temporada         | Campeonato nacional | Campeonato nacional | Campeonato nacional | Copa nacional[a] | Copa nacional[a] | Copa nacional[a] | Competições continentais[b] | Competições continentais[b] | Competições continentais[b] | Outros torneios[c] | Outros torneios[c] | Outros torneios[c] | Total | Total | Total   |
| Clube             | Temporada         | Jogos               | Gols                | Assist.             | Jogos            | Gols             | Assist.          | Jogos                       | Gols                        | Assist.                     | Jogos              | Gols               | Assist.            | Jogos | Gols  | Assist. |
| ----------------- | ----------------- | ------------------- | ------------------- | ------------------- | ---------------- | ---------------- | ---------------- | --------------------------- | --------------------------- | --------------------------- | ------------------ | ------------------ | ------------------ | ----- | ----- | ------- |
| Ajax              | 2018–19           | 3                   | 0                   | 1                   | 1                | 0                | 0                | 0                           | 0                           | 0                           | –                  | –                  | –                  | 4     | 0     | 1       |
| Ajax              | 2019–20           | 5                   | 3                   | 0                   | 1                | 1                | 0                | 3                           | 0                           | 0                           | –                  | –                  | –                  | 9     | 4     | 3       |
| Ajax              | 2020–21           | 1                   | 0                   | 0                   | –                | –                | –                | –                           | –                           | –                           | –                  | –                  | –                  | 1     | 0     | 0       |
| Ajax              | Total             | 9                   | 3                   | 1                   | 2                | 1                | 0                | 3                           | 0                           | 0                           | –                  | –                  | –                  | 14    | 4     | 4       |
| Twente (emp.)     | 2019–20           | 7                   | 1                   | 0                   | –                | –                | –                | –                           | –                           | –                           | –                  | –                  | –                  | 7     | 1     | 0       |
| Twente (emp.)     | Total             | 7                   | 1                   | 0                   | –                | –                | –                | –                           | –                           | –                           | –                  | –                  | –                  | 7     | 1     | 0       |
| Club Brugge       | 2020–21           | 29                  | 16                  | 9                   | 2                | 0                | 1                | 6                           | 1                           | 1                           | –                  | –                  | –                  | 37    | 17    | 11      |
| Club Brugge       | 2021–22           | 37                  | 7                   | 14                  | 4                | 1                | 0                | 6                           | 0                           | 1                           | 1                  | 1                  | 0                  | 48    | 9     | 15      |
| Club Brugge       | 2022–23           | 19                  | 4                   | 2                   | 2                | 3                | 0                | 3                           | 0                           | 0                           | 1                  | 0                  | 1                  | 25    | 7     | 3       |
| Club Brugge       | Total             | 85                  | 27                  | 25                  | 8                | 4                | 1                | 15                          | 1                           | 1                           | 2                  | 1                  | 1                  | 110   | 33    | 29      |
| Total na carreira | Total na carreira | 101                 | 31                  | 26                  | 10               | 5                | 1                | 18                          | 1                           | 1                           | 2                  | 1                  | 1                  | 131   | 38    | 33      |

- a. ^ Jogos da Copa dos Países Baixos e Copa da Bélgica
- b. ^ Jogos da Liga dos Campeões da UEFA
- c. ^ Jogos da Supercopa dos Países Baixos e Supercopa da Bélgica

## Títulos
Ajax
- Eredivisie: 2018–19
- Copa dos Países Baixos: 2018–19
- Supercopa dos Países Baixos: 2019

Club Brugge
- Jupiler Pro League: 2020–21, 2021–22
- Supercopa da Bélgica: 2021, 2022

PSV Eindhoven
- Supercopa dos Países Baixos: 2023
- Eredivisie: 2023–24, 2024–25